# Iberia (byzantinisches Thema)
Iberia (Griechisch: θέμα 'Ιβηρίας) war eine byzantinische Militärprovinz (Thema). Der Name kommt vom kaukasischen Königreich Iberien.

## Geschichte
Iberia wurde 1001 infolge der Annexion des südlichen Teils des georgischen Königreichs Tao-Klardschetien und späterer Annexionen mehrerer armenischer Königreiche durch Kaiser Basileios II. gebildet.
Die Hauptstadt des Themas wurde nach der Eroberung Anis durch die Seldschuken 1064 nach Theodosiopolis (Karin) verlegt.
Seit 1071 war Gregor Pakourianos Gouverneur des Themas. 1074 ging das Thema Iberia mit anderen byzantinischen Gebieten in Ostanatolien an die Seldschuken verloren.

## Bevölkerung
Die iberische Bevölkerung des Themas war mehrheitlich iberisch, eine gräco-römische Bezeichnung der Georgier.

## Weiterführende Literatur
- Toumanoff, Cyril. Studies in Christian Caucasian History, Georgetown University Press, Washington, 1967.
- Arutyunova-Fidanyan, Viada A., Some Aspects of the Military-Administrative Districts and Byzantine Administration in Armenia During the 11th Century, REArm 20, 1986-87: 309-20.
- Kalistrat, Salia (1983), History of the Georgian Nation, Katharine Vivian trans. Paris.
- Garsoian, Nina. The Byzantine Annexation of the Armenian Kingdoms in the Eleventh Century, 192 p. In: The Armenian People from Ancient to Modern Times, vol. 1, edited by Richard G. Hovannisian, St. Martin’s Press, New York, 1977.
- Hewsen, Robert. Armenia. A Historical Atlas. The University of Chicago Press, Chicago, 2001, Pp 341 (124).